# دیمیتری تیمچنکو
دیمیتری یورویچ تیمچنکو (اوکراینی: Дімі́трій Ю́́рійович Тімченко؛ زادهٔ ۱ آوریل ۱۹۸۳) یک کشتی‌گیر اهل اوکراین است.
از افتخارات وی می‌توان به کسب مدال برنز وزن ۹۸ کیلوگرم در مسابقات قهرمانی کشتی جهان ۲۰۱۵ و مدال نقره وزن ۹۸ کیلوگرم بازی‌های اروپایی ۲۰۱۵ اشاره کرد. وی در سال ۲۰۱۶ میلادی در المپیک ریو در وزن ۹۸ کیلو حاضر بود، در دور اول از بالاس کیس کشتی‌گیر مجارستانی شکست خورد و از دور رقابت‌ها کنار رفت.